# Boston Consulting Group
Boston Consulting Group (BCG) är ett amerikanskt multinationellt konsultföretag, grundat 1963. BCG har 75 kontor i 42 länder och rankas ofta som ett av världens tre mest prestigefyllda företag inom management consulting, vid sidan av McKinsey & Company och Bain & Company.
BCG har utvecklat BCG-matrisen för företagsanalys.

## BCG i Sverige och Norden
BCG har sitt svenska huvudkontor på Gustav Adolfs Torg 18 i Stockholm. BCG:s andra nordiska kontor ligger i Oslo, Köpenhamn och Helsingfors, och företaget har 250 konsulter i Norden. Av de nordiska kontoren är det i Stockholm det äldsta, öppnat 1989. Helsingforskontoret öppnade 1995, följt av Oslo 1996 och Köpenhamn 1998.

## Samarbete med högskolor och universitet
Företaget är en av de främsta medlemmarna, benämnda Senior Partners, i Handelshögskolan i Stockholms partnerprogram för företag som bidrar finansiellt till Handelshögskolan i Stockholm och nära samarbetar med den vad gäller utbildning och forskning.

## Historia
BCG grundades av Bruce Henderson, alumn från Vanderbilt University och Harvard Business School, tidigare anställd vid Arthur D. Little. Henderson rekryterades därifrån till The Boston Company, där han startade en konsultdel (till en början med sig själv som enda anställd), som han döpte till Boston Consulting Group. 1975 bröt sig konsultdelen ut från The Boston Company. I januari 2013 blev Rich Lesser ny vd för Boston Consulting Group.

## Klienter
BCG är rådgivare till många företag, regeringar och institutioner världen över. Bland företagets tidigare klienter finns bl.a. Google, Pfizer, American Airlines, Ford Motor Group, enligt Wetfeets guide till BCG från 2009.
En uppmärksammad klient mellan 2016 och 2017 var Karolinska universitetssjukhuset i Stockholm och det så kallade Nya Karolinska Solna (NKS). Sveriges Radio-programmet Kaliber anger att BCG var en central aktör i förändringen, och att BCG på NKS ville implementera en management-teori kallad värdebaserad vård. Samarbetet avslutades abrupt våren 2017, bland annat eftersom förändringsarbetet lett till oacceptabla vårdköer, missnöje bland personalen, skenande underskott och höga konsultarvoden. BCG:s roll i uppförandet av NKS var också temat för boken Konsulterna.